# Vesícula seminal
As vesículas seminais (glândulas vesiculosas) ou vesiculares são duas glândulas que produzem um líquido viscoso alcalino, o líquido seminal, que vai se misturar à secreção prostática e aos espermatozoides vindos do ducto deferente, para formar o sêmen. É o local onde se produz a maior quantidade (60%) do líquido seminal. Esse líquido nutre os espermatozoides e facilita sua mobilidade.

## Imagens adicionais

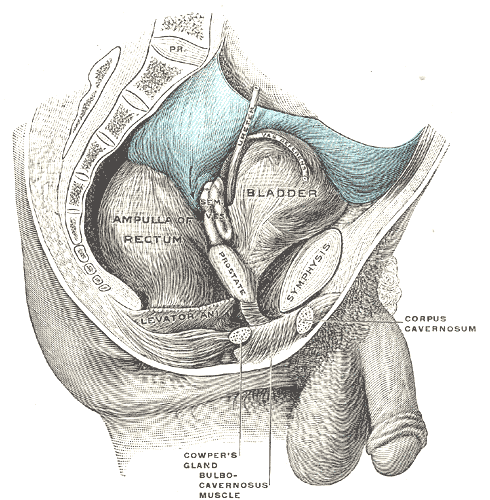
Órgãos pélvicos masculinos vistos do lado direito.

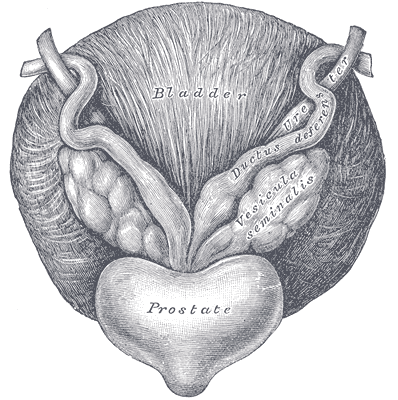
Fundo da bexiga e vesículas seminais.

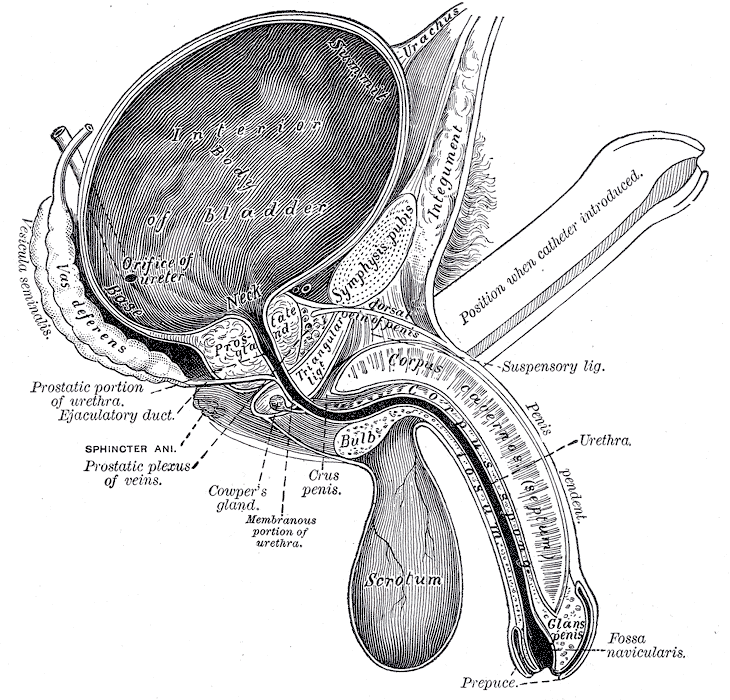
Secção vertical da bexiga, pênis e uretra.

## Quisto da Vesícula Seminal

### Diagnóstico e Implicações
Patologia relativamente frequente. Chamados por quistos congénitos ou adquiridos, na maioria assintomáticos. Ocasionalmente, podem dar origem a complicações infecciosas ou a problemas quanto ejaculação precoce, manifestando-se com sintomatologia semelhante a prostatite, sintomas miccionais (irritativos/obstrutivos), dor pélvica ou infertilidade.